# بينوا بادياشيلي
بينوا بادياشيلي (بالفرنسية: Benoît Badiashile)‏ (مواليد 26 مارس 2001) هو لاعب كرة قدم فرنسي يلعب كمدافع في نادي تشيلسي.

## روابط خارجية
- بينوا بادياشيلي على موقع الاتحاد الأوربي (الإنجليزية)
- بينوا بادياشيلي على موقع رابطة كرة القدم الفرنسية للمحترفين (الإنجليزية)
- بينوا بادياشيلي على موقع إي إس بي إن إف سي (الإنجليزية)
- بينوا بادياشيلي على موقع قاعدة بيانات كرة القدم.إي يو (الإنجليزية)
- بينوا بادياشيلي على موقع ليكيب (الفرنسية)
- بينوا بادياشيلي على موقع ناشيونال فوتبول تيمز (الإنجليزية)
- بينوا بادياشيلي على موقع Soccerbase.com (لاعب) (الإنجليزية)
- بينوا بادياشيلي على موقع Soccerway.com (الإنجليزية)
- بينوا بادياشيلي على موقع عالم كرة القدم.نت (الإنجليزية)
- بينوا بادياشيلي على موقع AS.com (الإسبانية)